# Pete Rozelle

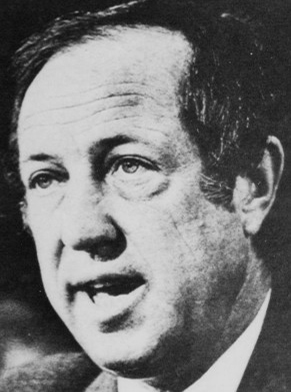
Pete Rozelle, 1975

Pete Rozelle (ur. 1 marca 1926, zm. 6 grudnia 1996) – amerykański działacz sportowy. Był komisarzem National Football League, ligi futbolu amerykańskiego, od stycznia 1960 do listopada 1989 roku. Jego poprzednikiem na tym stanowisku był Austin Gunsel, a następcą Paul Tagliabue. Pod jego rządami NFL stała się jedną z najważniejszych lig sportowych świata.
W 1963 roku został nominowany do tytułu Sportowca Roku.
W 1985 roku został wprowadzony do Pro Football Hall of Fame.
Umieszczony na liście Time 100: Najważniejsi ludzie stulecia.